# ماه خاتونی خشن است
ماه خاتونی خشن است (به انگلیسی: The Moon Is a Harsh Mistress) رمانی علمی تخیلی است که در سال ۱۹۶۶ میلادی و توسط نویسنده آمریکایی رابرت هاینلاین دربارهٔ شورش یک مستعمره قمری علیه حاکمان ساکن زمین است. این رمان آرمان‌های آزادی خواهانه را به تصویر می‌کشد. این رمان به دلیل توصیفاتش دربارهٔ آینده بشریت مورد احترام است.